# 戸村美智子
戸村 美智子（とむら みちこ、1943年10月28日 - ）は、大阪府出身の女優。身長154cm、体重63kg。希楽星所属。

## 出演

### テレビドラマ
NHK
- 大河ドラマ 新選組!（2004年） - 居酒屋の夫婦 役
- すぐ死ぬんだから（2020年、BSプレミアム） - 同期会受付 役

日本テレビ
- ドン★キホーテ（2011年） - 保育園園長 役

フジテレビ
- アットホーム・ダッド（2004年） - 井上千恵子 役
- 牡丹と薔薇（2004年） - お手伝い・フク 役
- 救命病棟24時（2005年） - 加賀みち 役
- コード・ブルー -ドクターヘリ緊急救命-（2010年） - 根本房代 役
- 警視庁捜査資料管理室 (仮)（2019年） ‐ 明石良子 役

テレビ朝日
- 特捜9 Season3（2020年） - 山田悦子 役

テレビ東京
- モテキ（2010年） - 藤本幸世の母 役
- 水曜ミステリー9
  - 「警察署長・たそがれ正治郎4」（2007年） - 野間マツ 役

### 映画
- 仔犬ダンの物語（2002年） - 村中初枝 役
- 虹の女神 Rainbow Song（2006年） - 佐藤あおいの伯母 役
- バッテリー（2007年） - 井岡聖名子 役
- 追憶の森（2015年）- 電車の女 役
- 星に語りて～Starry Sky～（2018年） - 老妻 役

### MV
- Mrs. GREEN APPLE「ケセラセラ」（2023年4月25日）

### TVアニメ
- 蟲師 続章 - サキ(おばあさん) 役